# Das Haus der Dämonen
Das Haus der Dämonen (im Original: The Haunting in Connecticut) ist ein US-amerikanischer Horrorfilm des Regisseurs Peter Cornwell aus dem Jahr 2009 – nach angeblich wahren Begebenheiten, die der Familie Snedeker widerfahren sein sollen. Die Snedekers bezogen Mitte der 1980er-Jahre ein Anwesen in Southington in Connecticut, in dem angeblich Dämonen hausten. Bald darauf suchten sie die Öffentlichkeit und berichteten ausgiebig von geisterhaften Wesen, obgleich sie nie Beweise für deren Existenz erbringen konnten. Mit Hilfe selbsternannter Exorzisten sei es ihnen irgendwann gelungen, diese Kreaturen siegreich zu bekämpfen.

## Handlung
Der junge Matt Campbell leidet an Krebs. Die kostspielige Therapie im fernen Connecticut treibt dessen Familie an den Rand des Ruins. Zudem haben die anstrengenden Autofahrten negative Auswirkungen auf den Gesundheitszustand des Jugendlichen; die Anreise zehrt außerdem an den Kräften von Mutter Sara. Daher beschließt diese mit Ehemann Peter, einem trockenen Alkoholiker, ein günstiges Haus in der Nähe des Krankenhauses zu mieten. Wenig später quartiert sich Sara – ohne sich mit ihrem Gatten abzusprechen – in einem viktorianischen Bau ein, einem ehemaligen Bestattungsinstitut. Die neuen Mieter ahnen zu diesem Zeitpunkt noch nicht, dass das ehrwürdige Gebäude eine düstere Vergangenheit hat.
Im Keller praktizierte einst ein Leichenbestatter namens Aickman machtvolle Séancen, um mit präparierten Leichen – die im Haus versteckt und so der letzten Ruhestätte entzogen wurden – und einem Assistenten als Medium Kontakt zum Jenseits herzustellen. Als der wahnsinnige Aickman geladenen Gästen seine Fähigkeiten präsentierte, nutzten die Toten das Medium Jonah, um sich in Gestalt von Geistern des lästigen Bestatters zu entledigen. Später töteten sie auch Jonah. Unglücklicherweise fanden die gequälten Seelen der Verstorbenen nicht die erhoffte letzte Ruhe.
Derweil beginnt Matt in der ersten Nacht im neuen Domizil unheimliche Dinge wahrzunehmen. Der Teenager spürt die Gegenwart von Geistern, denen er anfangs keine Bedeutung beimisst, da seine Behandlung mit Medikamentengaben begleitet wird, die halluzinogene Nebenwirkungen auslösen können. Als am nächsten Tag Familienoberhaupt Peter mit Matts jüngerem Bruder Billy und dessen Cousinen Mary und Wendy eintreffen, werden auch die übrigen Angehörigen von gruseligen Visionen geplagt. Dennoch obliegt es dem sensiblen Schwerkranken, die sonderbaren Vorkommnisse zu ergründen. Als Todgeweihter ist er besonders empfänglich für übersinnliche Wahrnehmungen. Bald stößt er im Keller des Gebäudes auf die besagte Leichenhalle, später noch auf alte Fotos des ehemaligen Eigentümers. Mit Hilfe seiner Cousine Wendy und eines ebenfalls krebskranken Geistlichen recherchiert er mühselig die Vergangenheit des Hauses. Irgendwann ergründet er die Ursache für das dämonische Treiben. Am Ende des Films befreit Matt die in den Wänden eingeschlossenen Toten in einem alles zerstörenden Feuerinferno. Dabei wird der Krebspatient selbst tödlich verletzt, aber reanimiert. Im Abspann erfährt der Zuschauer, dass der junge Mann später vollständig geheilt wird.

## Hintergrund
Der Film basiert auf dem Buch In a Dark Place von Ray Garton und handelt laut Vorspann von einer wahren Geschichte. In den 1980er Jahren berichtete die Familie Snedeker, die in Southington, Connecticut, in ein altes Haus gezogen war, von paranormalen Aktivitäten im Haus und der Anwesenheit von Dämonen. Das Haus wurde von dem Ehepaar Lorraine und Ed Warren untersucht. Tatsächlich wurde im Keller pathologisches Instrumentarium gefunden, und auch von Falltüren wurde berichtet, durch die nachts Särge gebracht wurden. In einer Séance im Jahre 1988 sei das Haus von den Geistern gesäubert worden.
Um genauere Recherchen für In a Dark Place machen zu können, führte Ray Garton mehrere Gespräche mit der Familie Snedeker. Nach den Bemerkungen in seinem Buch hätten sich die Aussagen der einzelnen Familienmitglieder über die Vorkommnisse im Haus widersprochen. Auf eine darauf folgende Anfrage bei Ed Warren habe dieser zu ihm gemeint:
„Oh, they’re crazy,“ he said. „Everybody who comes to us is crazy. Otherwise why would they come to us? You’ve got some of the story – just use what works and make the rest up. And make it scary. You write scary books, right? That’s why we hired you. So just make it up and make it scary.“ (deutsch: „Oh, die sind verrückt. Jeder, der zu uns kommt, ist verrückt. Warum sollten sie sonst zu uns kommen? Sie haben doch etwas von der Geschichte – nur das benutzen, was zusammenpasst, und den Rest hinzufügen. Und machen Sie [die Geschichte] gruselig. Sie schreiben doch gruselige Bücher, oder? Deswegen haben wir Sie angeheuert. Also erfinden Sie sie, und machen Sie sie gruselig.“)
Laut Joe Nickell, der das vermeintliche gespenstische Treiben untersuchte, fand die Vermieterin der Snedekers die gesamte Geschichte lächerlich:
„She noted that nobody before or since had experienced anything unusual in the house, and that the Snedeker family stayed in the house for more than two years before finally deciding to leave.“ (deutsch: „Sie erzählte, dass niemand vor ihnen oder seitdem irgendetwas Ungewöhnliches im Haus erlebt hatte und dass die Snedekers mehr als zwei Jahre im Haus lebten, bevor sie schließlich beschlossen, auszuziehen.“)
Zudem bemerkt Garton in seinem Buch:
„I never met the son, who was said to be ill, although I was allowed to talk to him on the phone once, supervised by Carmen [his mother]. When the boy began to talk about drugs and told me that he didn’t hear and see strange things in the house once he began taking medication, Carmen ended the conversation.“ (deutsch: „Ich habe den Sohn, der angeblich krank war, nie getroffen. Doch einmal durfte ich mit ihm am Telefon sprechen, während er von Carmen [seiner Mutter] dabei überwacht wurde. Als der Junge begann, über Medikamente zu sprechen, und mir erzählte, dass er keine seltsamen Dinge im Haus hörte oder sah, sobald er anfing, Medikamente zu nehmen, beendete Carmen die Konversation.“)
Das Regiedebüt Cornwells startete am 27. März 2009 in den amerikanischen, am 2. Juli 2009 in den deutschen und am 18. September 2009 in den österreichischen Kinos.
Die Produktion erklomm am Startwochenende mit 2.732 Filmkopien den zweiten Platz der US-Kinocharts und spielte dabei etwa 23 Millionen US-Dollar ein. Die US-Einspielergebnisse summierten sich nach fünf Wochen auf 55 Millionen US-Dollar. In Deutschland war der Film kommerziell gesehen weit weniger erfolgreich. Die mit 89 Filmkopien gestartete Geistergeschichte eröffnete mit 26.090 Zuschauern das heimische Startwochenende und erreichte somit den sechsten Platz der deutschen Kino-Charts.

## Fortsetzungen
2013 entstand mit The Haunting in Connecticut 2: Ghosts of Georgia eine Fortführung des Films. Die Regie übernahm Tom Elkins. Die Produktion wurde nur sehr eingeschränkt in US-amerikanischen Kinos gezeigt. Im August 2013 wurde der Film als Das Haus der Dämonen 2 in Deutschland auf DVD und Blu-ray veröffentlicht.
Am 11. Juni 2010 kündigte Gold Circle den dritten Teil der Serie an, The Haunting in New York, und bestätigte Sean Hood als Drehbuchautor für das Projekt.